# Přibramita
La přibramita (en anglès příbramite) és un mineral de la classe dels sulfurs que pertany al grup de la calcostibita.

## Característiques
La přibramita és un sulfur de fórmula química CuSbSe₂. Va ser aprovada com a espècie vàlida per l'Associació Mineralògica Internacional l'any 2015. Cristal·litza en el sistema ortoròmbic. És l'anàleg de seleni de la calcostibita. Químicament està relacionada amb altres dues espècies: la permingeatita i bytizita.

## Formació i jaciments
Va ser descoberta a les escombreres de la mina d'urani No. 16 d'Háje, a Příbram, Bohèmia Central (República Txeca). Sembla ser l'únic indret on ha estat trobada aquesta espècie mineral, tot i que ha estat citada també a la província de Guizhou, a la Xina, un jaciment que no està corroborat.